# ポール・ジョーンズ (プロレスラー)
ポール・ジョーンズ（"Number One" Paul Jones、本名：Alfred Frederick Jones、1942年6月16日 - 2018年4月18日）は、アメリカ合衆国のプロレスラー。テキサス州ポートアーサー出身。
全盛時はカウボーイ・ギミックのベビーフェイスとしてネルソン・ロイヤルとのタッグチームなどで活躍。セミリタイア後はヒールのマネージャーに転じて悪の指揮官を務めた。

## 来歴
学生時代から各種のスポーツで才能を発揮し、ボクシングでは1960年にテキサス州のゴールデン・グローブを獲得した。1964年のデビュー後、太平洋岸北西部のパシフィック・ノースウエスト・レスリングで活動。1966年3月3日、スタン・スタージャックを破りNWAパシフィック・ノースウエスト・ヘビー級王座を獲得。1967年1月27日にはペッパー・マーティンと組み、トニー・ボーン&ムーンドッグ・メインから同タッグ王座も奪取している。
1968年頃よりネルソン・ロイヤルとのカウボーイ・タッグチームで活躍。1969年2月にはロイヤルと共に日本プロレスに初来日、3月1日の愛知県体育館大会において、アントニオ猪木と大木金太郎が保持していたアジアタッグ王座に挑戦した（ロイヤルとジョーンズのタッグは、日本では「牧童コンビ」と呼ばれた）。その後も1970年代初頭までロイヤルと組んでNWAの主要テリトリーを転戦し、各地のタッグ王座を奪取。ノースカロライナのジム・クロケット・プロモーションズでは、ジン・アンダーソン&オレイ・アンダーソンのミネソタ・レッキング・クルーやリップ・ホーク&スウェード・ハンセンのブロンド・ボンバーズを相手に、NWA大西洋岸タッグ王座を巡る抗争を展開した。日本プロレスには、1970年4月の第12回ワールドリーグ戦と1971年9月の第2回NWAタッグ・リーグ戦にも「牧童コンビ」で出場している。
ロイヤルとのタッグ解消後は、1972年よりエディ・グラハムの主宰するチャンピオンシップ・レスリング・フロム・フロリダに参戦、4月18日にトーナメントの決勝でジョニー・ウォーカーを破り、空位となっていたTV王座を獲得。6月6日にはボリス・マレンコからブラスナックル王座を奪取している。フラッグシップ・タイトルのNWAフロリダ・ヘビー級王座も、ジャック・ブリスコやバディ・コルトを下して通算3回獲得した。1973年2月には全日本プロレスに来日、同時参戦していたブルーノ・サンマルチノやハーリー・レイスのタッグパートナーにも起用された。
以降は1970年代全般にわたってジム・クロケット・ジュニア主宰のミッドアトランティック・チャンピオンシップ・レスリング（MACW）を主戦場に、ベビーフェイスのシングルプレイヤーとして活動。ジョニー・バレンタイン、テリー・ファンク、ブラックジャック・マリガン、リック・フレアー、イワン・コロフ、アンジェロ・モスカ、バロン・フォン・ラシクらとタイトルを争った。タッグでもワフー・マクダニエルやリッキー・スティムボートと組み、フレアー&ビッグ・ジョン・スタッドやケン・パテラ&マスクド・スーパースターなどのチームを破り、同地区認定のタッグ王座を再三獲得している。

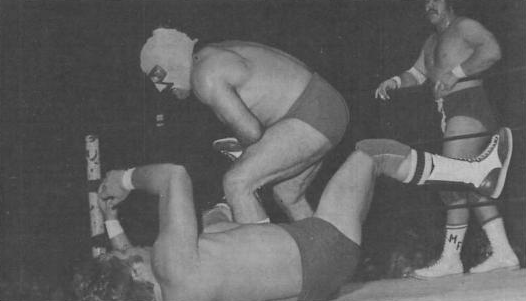
ミスター・フロリダ（1980年）

並行して深南部エリアにも参戦し、ジム・バーネット主宰のジョージア・チャンピオンシップ・レスリングでは、1977年4月15日にディック・スレーターからNWAジョージア・ヘビー級王座を奪取。1980年にはフロリダにて正義のマスクマン、ミスター・フロリダ（Mr. Florida）に一時的に変身、スーパー・デストロイヤーとの覆面レスラー同士の抗争を展開した。本拠地のMACWでは素顔に戻り、フェイスターンしたマスクド・スーパースターのパートナーとなって、レイ・スティーブンス&ジミー・スヌーカなどのチームとNWA世界タッグ王座を争った。
1982年下期より、サー・オリバー・フンパーディンクをマネージャーに迎えてヒールに転向。ブギウギ・ジミー・バリアントと抗争を繰り広げた。後に自身もMACWのプレイング・マネージャーとなり、黒いテンガロンハットとタキシード、口髭をトレードマークに、悪の紳士をイメージしたキャラクターに変身。同地区のヒール勢を従えてポール・ジョーンズ・アーミー（Paul Jones' Army）を組織し、ダスティ・ローデスやロード・ウォリアーズらフェイス陣営との抗争を指揮した。
1980年代末、テッド・ターナーの買収によるWCWの発足に伴いMACWを離脱。その後は居住地ノースカロライナ周辺のインディー団体で活動していたが、1991年にプロレスリング・ビジネスから引退した。
2012年3月31日、フロリダ州マイアミビーチで行われたプロレスリング・スーパースターズ主催の "Tribute To Championship Wrestling From Florida" に登場、メインイベントの8人タッグチーム・エリミネーション・マッチにおいて、マスクド・スーパースター、ロン・バス、ラリー・ズビスコ、ゲーリー・ロイヤル組のマネージャーを担当し、マイク・グラハム、ブライアン・ブレアー、カルロス・コロン、ラニー・ポッフォ組との対戦を指揮した。
2018年4月18日、75歳で死去。

## 得意技
- エアプレーン・スピン
- インディアン・デスロック
- エルボー・バット

## 獲得タイトル
ミッドアトランティック・チャンピオンシップ・レスリング
- NWA大西洋岸タッグ王座：1回（w / ネルソン・ロイヤル）[9]
- NWAミッドアトランティック・ヘビー級王座：2回[23]
- NWAミッドアトランティック・タッグ王座：5回（w / ボブ・ブラッガーズ、タイガー・コンウェイ・ジュニア、リッキー・スティムボート×3）[17]
- NWAミッドアトランティックTV王座：5回[24]
- NWA USヘビー級王座（ミッドアトランティック版）：2回[25]
- NWA世界タッグ王座（ミッドアトランティック版）：6回（w / ワフー・マクダニエル、リッキー・スティムボート、バロン・フォン・ラシク×2、マスクド・スーパースター×2）[16]

チャンピオンシップ・レスリング・フロム・フロリダ
- NWAフロリダ・ヘビー級王座：3回[14]
- NWAフロリダTV王座：2回[12]
- NWAフロリダ・ブラスナックル王座：1回[13]
- NWA南部ヘビー級王座（フロリダ版）：1回[26]

パシフィック・ノースウエスト・レスリング
- NWAパシフィック・ノースウエスト・ヘビー級王座：2回[5]
- NWAパシフィック・ノースウエスト・タッグ王座：1回（w / ペッパー・マーティン）[6]

NWAハリウッド・レスリング
- NWAアメリカス・タッグ王座：1回（w / ネルソン・ロイヤル）[27]

ジョージア・チャンピオンシップ・レスリング
- NWAジョージア・ヘビー級王座：1回[18]

## マネージャー担当選手
- アブドーラ・ザ・ブッチャー
- イライジャ・アキーム
- カリーム・モハメッド
- ジ・アサシン
- ジェイク・ロバーツ
- タリー・ブランチャード
- バロン・フォン・ラシク
- スーパースター・ビリー・グラハム
- シャスカ・ワトレー
- リック・ルード
- レイジング・ブル
- テイジョー・カーン（英語版）
- イワン・コロフ
- ザ・バーバリアン
- ザ・ウォーロード
- ロシアン・アサシン1号（英語版）
- ロシアン・アサシン2号